# Cibo Matto
Cibo Matto è stato un gruppo musicale formato a New York (Stati Uniti) nel 1994 da due musiciste giapponesi, la polistrumentista Yuka Honda e la cantante Miho Hatori.
Nonostante i due membri fondatori del gruppo fossero giapponesi, la band non riscosse nel paese asiatico lo stesso seguito ottenuto negli Stati Uniti. Comunque, a detta di Billboard, il loro primo album Viva! La Woman totalizzò 20.000 vendite in Giappone, nonostante cantassero in inglese. Negli Stati Uniti invece ebbero molto più successo, con oltre 74.000 copie vendute.

## Storia
Il gruppo si è sciolto nel 2001, e sia Honda che Hatori hanno pubblicato dischi da soliste.
Le Cibo Matto hanno annunciato la loro reunion il 18 marzo 2011 per esibirsi come parte di un concerto di beneficenza per le vittime del terremoto e dello tsunami del 2011 del Tōhoku. Al concerto, che ha avuto luogo il 27 marzo presso la Columbia University di New York, hanno partecipato anche Yōko Ono, John Zorn, Sonic Youth e Mike Patton. Dopo il successo di questo spettacolo, ne è stato aggiunto un secondo, questa volta con la Plastic Ono Band e Patti Smith insieme a Cibo Matto.
Il gruppo è apparso all'Hollywood Bowl il 26 giugno 2011 accanto alla Yellow Magic Orchestra.
Il 16 maggio 2011, le Cibo Matto hanno annunciato il loro reunion tour negli Stati Uniti intitolato "Yeah Basically Cibo Matto" con un sito web del tour e un video promozionale. Durante i concerti la band, secondo quanto riferito, ha annunciato la pubblicazione di un nuovo album in studio nel 2012.
Il suono del gruppo si basa sull'uso di strumenti elettronici, in particolare campionamenti di altri artisti. La musica del gruppo è stata anche messa in relazione con il cosiddetto Noise pop.

## Partecipazioni
Le Cibo Matto appaiono nella prima puntata della seconda serie di Buffy l'ammazzavampiri.

## Stile musicale
Sfruttando la tecnica del campionamento, basi hip hop e l'originale cantato rap di Hatori, le Cibo Matto hanno coniato un'insolita fusione di stili quali il funk, l'alternative pop, l'hardcore punk, la psichedelia e il J-pop. Oltre al cibo, tema che spesso affiora nei loro testi, il duo si ispira al cinema di Federico Fellini e alle musiche di Morricone e Sammy Davis Jr. Vengono anche citate fra i gruppi del trip hop, dell'art pop e dello Shibuya kei.

## Formazione
Attuale
- Yuka Honda – sampler, sequencer, tastiera, pianoforte, organo, sintetizzatore, arpa, cori (1994–2002, 2011–2017)
- Miho Hatori – voce, percussioni, chitarra acustica (1994–2002, 2011–2017)
- Yuko Araki – batteria, cori (2011-2017)

Ex membri
- Sean Lennon - basso, chitarra elettrica, chitarra acustica 12 corde, batteria, percussioni, sintetizzatore, cori (1997-2002)
- Timo Ellis - batteria, percussioni, basso, chitarre, cori (1997–2002)
- Duma Love -percussioni, cori, beat box (1997–2002)

## Discografia

### Album in studio
- 1996 - Viva! La Woman
- 1999 - Stereo * Type A
- 2014 - Hotel Valentine

### EP
- 1995 - Cibo Matto
- 1997 - Super Relax

### Singoli
- 1995 - Birthday Cake
- 1996 - Know Your Chicken
- 1996 - Sugar Water
- 1999 - Moonchild
- 1999 - Sci-Fi Wasabi
- 1999 - Working for Vacation
- 1999 - Spoon

### Raccolte
- 2001 - (At Home With the) Singles
- 2007 - Pom Pom: The Essential Cibo Matto

### Partecipazioni
- 1997 - Great Jewish Music: Serge Gainsbourg (Tzadik, TZ 7116, CD) con il brano Je t'aime... moi non plus

### Video musicali
- 1996 - Know Your Chicken (diretto da Evan Bernard)
- 1996 - Sugar Water (diretto da Michel Gondry)